# Reiher (Schiff, 1938)
Die Reiher war ein 1938 gebautes Kombischiff der deutschen Argo Reederei Richard Adler & Co., das im Zweiten Weltkrieg von der Kriegsmarine als Führungsschiff genutzt und nach dem Krieg als Reparationszahlung an Belgien abgetreten wurde. Es beendete seine Laufbahn im Dienst zweier zentralamerikanischer Reedereien und wurde 1968 abgewrackt.

## Bau und technische Daten

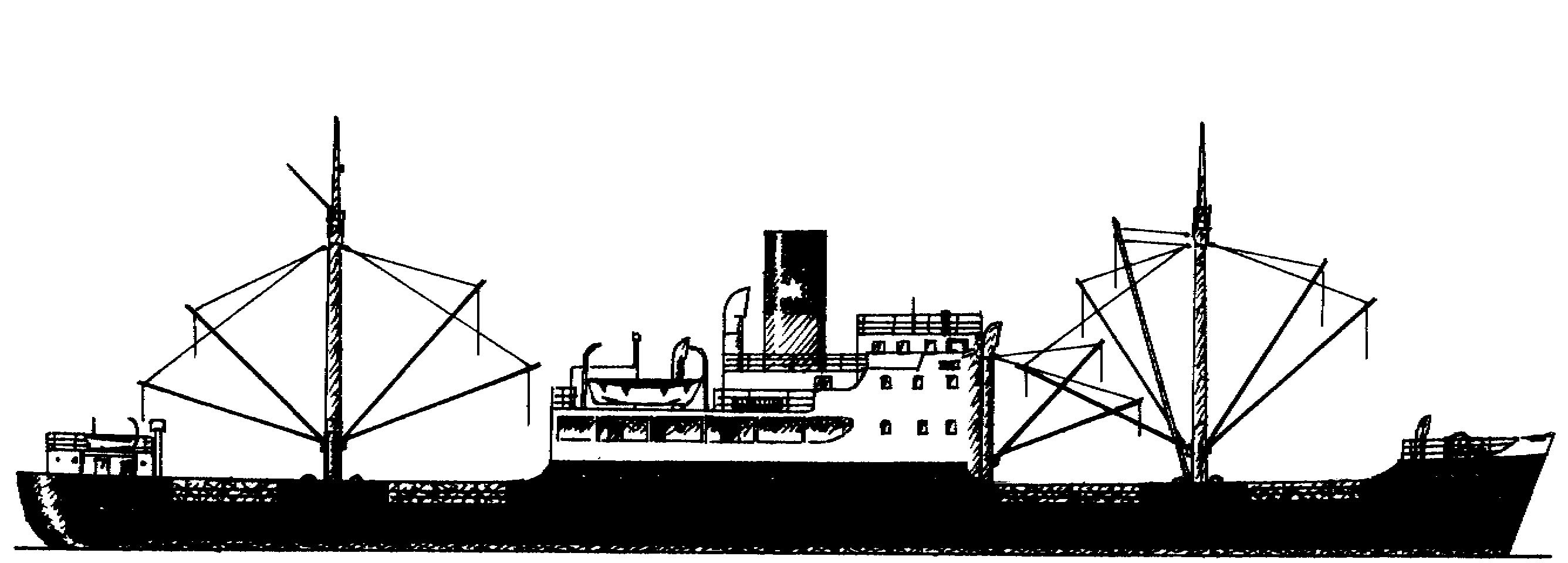
Seitenriss des Halbschwesterschiffs Habicht

Das Schiff lief am 27. Juni 1938 auf der Werft der Howaldtswerke AG in Kiel mit der Baunummer 773 vom Stapel. Es war 79,73 m lang und 11,76 m breit und hatte 4,58 m Tiefgang. Es war mit 1304 BRT und 720 NRT vermessen und hatte 1503 tdw Tragfähigkeit. Eine 2-Zylinder-Verbunddampfmaschine mit einer Niederdruckdampfturbine der Deschimag ergab 1350 PS und über eine Welle eine Geschwindigkeit von 11,5 Knoten.
Schwesterschiff war die ebenfalls 1938 von den Howaldtswerken gebaute 1311 BRT Schwan, die 1939 ebenfalls von der Kriegsmarine requiriert und als Sperrbrecher 31, später Sperrbrecher 131 eingesetzt wurde. Etwas größere Halbschwestern waren die Adler (1494 BRT) und die Habicht (1577 BRT).

## Laufbahn

### Vorkriegszeit
Die Reiher wurde im September 1938 von der Argo Reederei in Dienst gestellt und fuhr bis August 1939 zwischen Bremen und englischen Nordseehäfen. Sie war das dritte Schiff der Reederei mit dem Traditionsnamen Reiher – nach einem 1897 gekauften und 1907 gesunkenen Frachter und der 1938 in Flamingo umgetauften Reiher von 1909.

### Zweiter Weltkrieg
Nach Kriegsbeginn wurde sie von der Kriegsmarine requiriert und nach entsprechender Umrüstung am 20. September 1939 als Lotsenleitschiff Sund im Sperrlotsenverband Ost eingesetzt. Der Sperrlotsenverband Ost wurde am 1. August 1940 in Bewachungsverband der Ostseezugänge (Bewa Ost) umbenannt und die Reiher blieb weiterhin sein Führerschiff, in dänischen Gewässern operierend. Am 18. August 1942 wurde der Bewa Ost aufgelöst und die Reiher wurde Flaggschiff des Befehlshabers der Sicherung der Ostsee (B.S.O.), dessen Stab dann allerdings ab Juni 1944 in Ahlbeck bei Swinemünde einquartiert war. Die Dienststelle des B.S.O. wurde am 2. Dezember 1944 aufgelöst und aus ihr wurde der Stab der neu gebildeten 10. Sicherungs-Division gebildet, die der drei Tage zuvor gebildeten Dienststelle Kommandierender Admiral westliche Ostsee unterstellt wurde. Ab März 1945 befand sich der Stab der 10. Sicherungs-Division dann wieder auf der Reiher. In den letzten Kriegswochen war das Schiff dann an der Evakuierung deutscher Flüchtlinge aus Ostpreußen beteiligt.

### Nachkriegsjahre
Die Reiher wurde bei Kriegsende britische Kriegsbeute und diente danach ab 11. Oktober 1945 als Führerschiff der in Kopenhagen stationierten 3. Minenräumdivision des Deutschen Minenräumdiensts. Nach Beendigung dieses Diensts war das Schiff zunächst im Besitz des britischen Ministry of Transport und wurde schließlich als Reparationszahlung Belgien zugeteilt. Im Mai 1948 wurde es an die im März 1947 gegründete Armement Antoine Vloeberghs S.A. aus Antwerpen verkauft, über Kiel nach Antwerpen überführt, und nach Ankunft in Antwerpen an die Armateurs Alpina Transports et Affrètements S.A. weiterverkauft, eine 1947 gegründete und in Antwerpen ansässige Tochtergesellschaft der Schweizerischen Reederei AG aus Basel. Diese ließ das Schiff in Gent grundüberholen und umbauen, benannte es um in Alpina und setzte es ab 1949, unter belgischer Flagge, im Liniendienst auf der Strecke zwischen Rouen und Marokko ein. Am 8. Januar 1952 wurde die Alpina an die Cie. Charles Le Borgne in Marseille verkauft und in Augustin le Borne umbenannt. Sie verließ Rouen am 25. Januar 1952 mit Ziel Oran und fuhr danach zwischen südfranzösischen und algerischen Häfen.
1956 wurde das Schiff erneut verkauft, nunmehr an die Compañía Naviera Francisco N. aus Puerto Cortés in Honduras, die es in Francis N umbenannte. Bereits im nächsten Jahr erfolgte ein erneuter Verkauf, diesmal an H. Vogemann in Hamburg. Das Schiff, weiterhin unter dem Namen Francis N, erhielt nun eine neue Maschinenanlage, einen 2-Takt-6-Zylinder-Dieselmotor von MAN, der 1350 iHP bzw. 1200 bhp leistete und eine Geschwindigkeit von 12 Knoten ermöglichte. Vogemann verkaufte das so modernisierte Schiff 1959 an die Compañía de Navegación Paoliana S. A. in Panama, für die es unter dem Namen Fulchera lief, auch nachdem es 1962 für den gleichen Eigner in Beirut registriert wurde. 
Das alte Schiff wurde im Februar 1968 nach Neapel überführt, im August 1968 nach La Spezia und dann dort im Oktober 1968 abgewrackt.